# La Pêche
Pour les articles homonymes, voir La Pêche.
La Pêche est une municipalité du Québec (Canada) située dans la municipalité régionale de comté (MRC) des Collines-de-l'Outaouais dans la région administrative de l'Outaouais.

## Toponymie
Elle est nommée en l'honneur d'un lac du parc de la Gatineau et d'une rivière poissonneuse, qui, au passage, arrose la municipalité, avant de se déverser dans la Gatineau.

## Histoire
La municipalité est née en 1975 du regroupement des municipalités de canton de Wakefield, d'Aldfield, de Masham-Nord, du village de Wakefield et de la municipalité de Sainte-Cécile-de-Masham. Le nom Wakefield est proposé par des habitants, mais La Pêche est le nom retenu.

## Géographie
À partir du lac Cariot, dans le nord-ouest, la rivière la Pêche traverse le sud de la municipalité vers l'est jusqu'à sa confluence avec la rivière Gatineau qui traverse l'est de la municipalité du nord au sud.
À partir du lac du Castor, dans le nord-ouest, la rivière Quyon coule vers l'ouest.

### Hameaux et villages

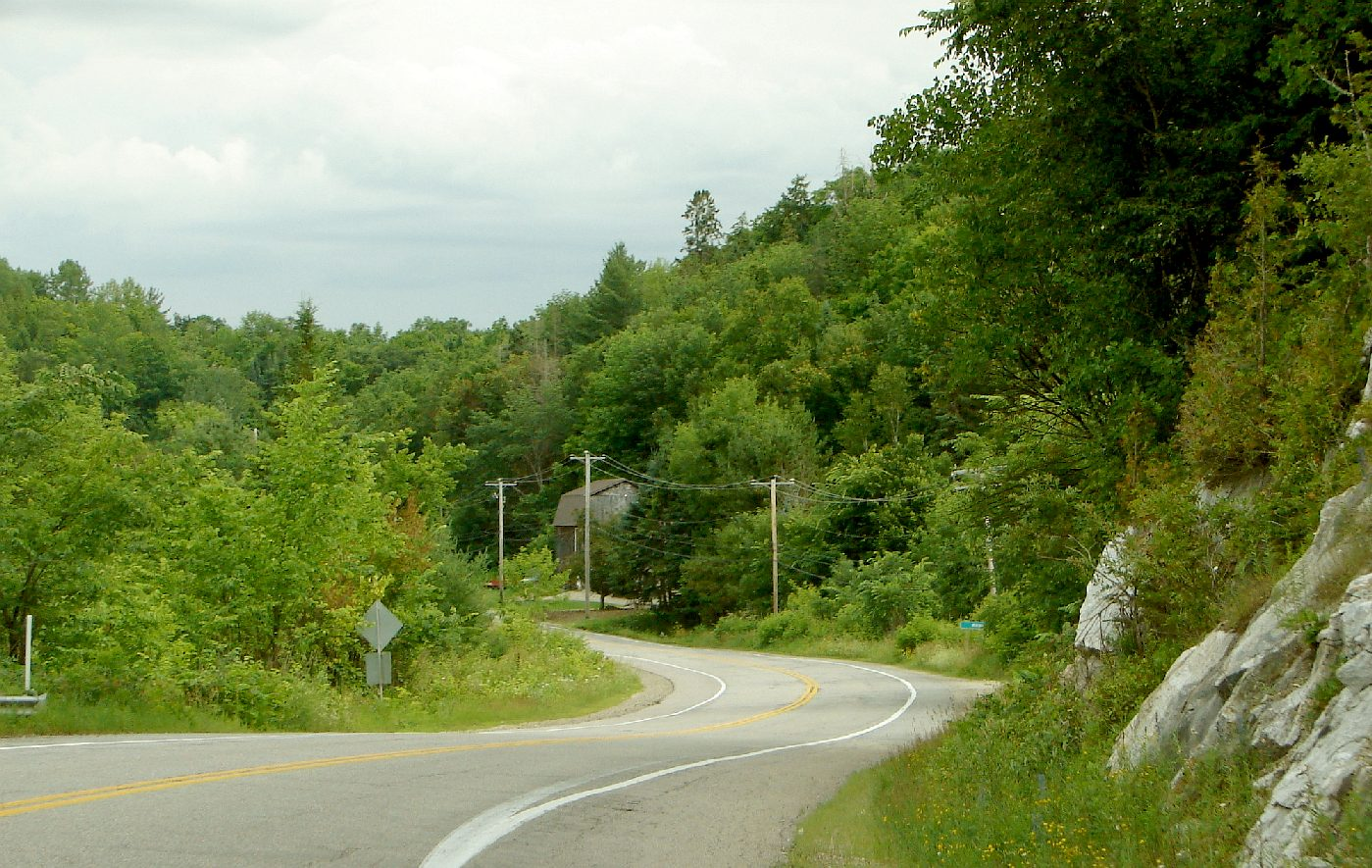
Route 105 à Alcove

- Alcove
- Duclos
- East Aldfield
- Farrellton
- Lac-des-Loups
- Lascelles
- Rupert
- Sainte-Cécile-de-Masham
- Saint-François-de-Masham
- Saint-Louis-de-Masham
- Wakefield

## Démographie
| 1996  | 2001  | 2006  | 2011  | 2016  | 2021  |
| ----- | ----- | ----- | ----- | ----- | ----- |
| 6 160 | 6 453 | 7 477 | 7 619 | 7 863 | 8 636 |

## Administration
Les élections municipales se font en bloc et suivant un découpage de six districts.
| La Pêche Maires depuis 2001                                                                                          |                     |         |          |
| Élection | Maire               | Qualité | Résultat |
| 2001 | Robert Bussière     |         | Voir     |
| 2005 | Robert Bussière     | Voir    |          |
| 2009 | Robert Bussière     | Voir    |          |
| 2013 | Robert Bussière     | Voir    |          |
| 2017 | Guillaume Lamoureux |         | Voir     |
| 2021 | Guillaume Lamoureux | Voir    |          |
| Élection partielle en italique Depuis 2005, les élections sont simultanées dans toutes les municipalités québécoises |                     |         |          |

## Jumelage
- Roquebrune-sur-Argens (France)